# Diplazium nanchuanicum
Diplazium nanchuanicum är en majbräkenväxtart som först beskrevs av W.M.Chu och som fick sitt nu gällande namn av R.Wei och X.C.Zhang.
Diplazium nanchuanicum ingår i släktet Diplazium och familjen Athyriaceae. Inga underarter finns listade i Catalogue of Life.